# PGA Tour China
De PGA Tour China is de opvolger van de Omega China Tour, die van 2005-2009 de golftoernooien in China organiseerde.

## Omega China Tour
In 2005 werd de Omega China Tour door de China Golf Association opgericht met als doel de golfsport te stimuleren en spelers de kans te geven aan grote toernooien mee te doen. In het eerste jaar gad de Tour vier toernooien, ieder met een prijzengeld van US& 100.000. In 2006 kwamen er twee toernooien bij en in 2007 ook. In 2008 waren er ook acht toernooien. De Omega Tour stopte in 2009, en in datzelfde jaar werd de OneAsia Tour opgericht, onder meer door de China Golf Association.

## PGA Tour China
De oprichting van de PGA Tour China werd in november 2013 aangekondigd. De China Tour is een samenwerking tuusen de Amerikaanse PGA Tour, de China Golf Association en de China Olympic Sports Industry. De Amerikaanse PGA Tour nam in 2012 al de PGA Tour Canada en de PGA Tour Latinamérica over, die de voormalige Canadese PGA Tour en de Tour de las Américas hebben vervangen. Het streven is er meer op gericht golfspelers naar de top te brengen. De top van de Order of Merit van deze drie Tours promoveert naar de Web.com Tour. 
De nieuwe PGA Tour China begint op 24 maart met 12 toernooien op de agenda van 2014. 

## Order of Merit
| Jaar           | Winnaar           | Prijzengeld |
| Omega Tour     | Omega Tour        | Omega Tour  |
| -------------- | ----------------- | ----------- |
| 2005           | Li Chao           | ¥ ?         |
| 2006           | Lian-wei Zhang    | ¥ 540.000   |
| 2007           | Li Chao           | ¥ 652.125   |
| 2008           | Liao Huiming      | ¥ 375.125   |
| 2009           | Kurt Barnes       | ¥ 264.750   |
| PGA Tour China |                   |             |
| 2014           | Li Hao-tong       | ¥ 967.788   |
| 2015           | Bryden MacPherson | ¥ 769.960   |